# Långasjö landskommun
Långasjö landskommun var en tidigare kommun i Kronobergs län.

## Administrativ historik
Den 1 januari 1863 började kommunalförordningarna gälla och då inrättades cirka 2 500 kommuner (städer, köpingar och landskommuner), tillsammans täckande hela landets yta.
I Långasjö socken i Konga härad i Småland inrättades då denna kommun.Kommunreformen 1952 innebar att denna landskommun uppgick i Älmeboda landskommun där sedan 1971 denna del övergick till Emmaboda kommun och då också bytte länstillhörighet till Kalmar län.

## Politik

### Kommunfullmäktige

#### Ordförande
Erik Karlsson från Långasjö agerade som siste ordförande i Långasjö landskommuns kommunalfullmäktige från åtminstone 1938 och fram till dess  bildning med Älmeboda landskommun.

| Namn | Namn          | Från | Till | Politisk tillhörighet |
| ---- | ------------- | ---- | ---- | --------------------- |
|      | Erik Karlsson | 1938 | 1951 | Bondeförbundet        |

#### Vice ordförande
Under perioden 1938-1951 hann Carlsson och Nilsson från Bondeförbundet besitta posten som vice ordförrande. Nilsson var även ordförande i fullmäktige för Emmaboda kommun 1973-1976, då borgarna hade majoritet i Emmaboda.
| Namn | Namn                  | Från | Till | Politisk tillhörighet |
| ---- | --------------------- | ---- | ---- | --------------------- |
|      | Claes Adrian Carlsson | 1938 | 1946 | Bondeförbundet        |
|      | Harry Nilsson         | 1946 | 1951 | Bondeförbundet        |

### Kommunalstämman

#### Ordförande
Ordförande för kommunalstämman i Långasjö landskommun var Karl August Alexandersson under 21 år, 1930-1951, och representerade Högerpartiet.
| Namn | Namn                      | Från | Till | Politisk tillhörighet |
| ---- | ------------------------- | ---- | ---- | --------------------- |
|      | Karl August Alexandersson | 1930 | 1951 | Högerpartiet          |

#### Vice ordförande
Bondeförbundet innehade under alla årtal vice ordförandeposten som mellan 1930 och 1951 skiftade mellan tre personer.
| Namn | Namn                 | Från | Till | Politisk tillhörighet |
| ---- | -------------------- | ---- | ---- | --------------------- |
|      | Carl Adrian Carlsson | 1930 | 1942 | Bondeförbundet        |
|      | Theander Eliasson    | 1942 | 1948 | Bondeförbundet        |
|      | Theander Svensson    | 1948 | 1951 | Bondeförbundet        |

### Mandatfördelning i Långasjö landskommun 1938-1946
| 4 | 7 | 9 |

| 20 |

| 5 | 10 | 5 |

| 19 |

| 5 | 11 | 4 |

| 19 |